# Burushaski

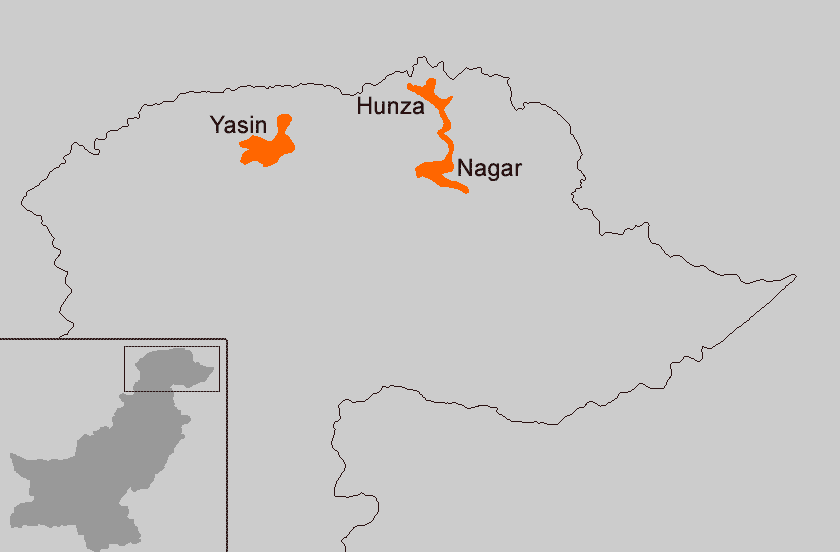
huidig verspreidingsgebied

Burúshaski is een taal die door zo'n 100.000 mensen gesproken wordt, verspreid over de Pakistaanse regio Gilgit-Baltistan. De origine is nog onbekend.
Het spraakgebied beperkt zich tot twee enclaves; een in Hunza en Nagar, de andere in de verder naar het westen gelegen Yasinvallei. Beide gebieden zijn afgelegen bergdalen.
Het Burúshaski is Indo-Europees noch Dravidisch, al zijn contacten niet uitgesloten. 

## Burushaski en Indusbeschaving
De oorspronkelijke taal van de bevolking van de Indusbeschaving is waarschijnlijk volledig verdwenen, maar zou mogelijk in het Burúshaski voortleven. Deze oorspronkelijk Harappese taal zou mogelijk ook aan de basis liggen van bepaalde fonetische verschijnselen als retroflexe consonanten, die niet van Dravidische of van Indo-Arische oorsprong zijn maar wel in zowat alle Indiase talen voorkomen. Een deel van het Sanskriet-lexicon, zoals namen van lokale fauna en flora, namen van stromen en rivieren, zijn aan deze taal ontleend. Het was waarschijnlijk de eerste taal die de Indo-Arisch sprekenden op hun weg naar de Ganges tegenkwamen.